# Franco Natanael García
Franco Natanel García Barboza (Melo, Cerro Largo, Uruguay, 30 de mayo de 1998) es un futbolista uruguayo que se desempeña como delantero por la izquierda aunque también puede desempeñarse de centrodelantero. Actualmente juega en el Club Ferro Carril Oeste de la Primera B Nacional de Argentina.

## Trayectoria

### Ferro
Se confirma su llegada al "verdolaga" para disputar la Primera Nacional de Argentina buscando el ascenso. Si bien integró el banco de suplentes en la primera fecha no ingresó, quedando su debut para la segunda fecha, en la que sería titular con la camiseta 9, completaría 54 minutos sin convertir goles tras ser reemplazado por Walter Núñez.

## Estadísticas
Actualizado al 28 de octubre de 2024

| Albion FC · Uruguay                                                         | 2.ª           | 2018          | 11  | 0  | — | — | — | — | 11  | 0  | 0    |
| Albion FC · Uruguay                                                         | 2.ª           | 2019          | 15  | 4  | — | — | — | — | 15  | 4  | 0.27 |
| Albion FC · Uruguay                                                         | 2.ª           | 2020          | 20  | 5  | 1 | 0 | — | — | 21  | 5  | 0.24 |
| Albion FC · Uruguay                                                         | Total         | Total         | 47  | 9  | 1 | 0 | 0 | 0 | 48  | 9  | 0.19 |
| Cerro Largo · Uruguay                                                       | 1.ª           | 2021          | 3   | 0  | — | — | — | — | 5   | 0  | 0    |
| Cerro Largo · Uruguay                                                       | Total         | Total         | 3   | 0  | 0 | 0 | 2 | 0 | 5   | 0  | 0    |
| Fénix Argentina                                                             | 3.ª           | 2022          | 29  | 7  | — | — | — | — | 29  | 7  | 0.24 |
| Fénix Argentina                                                             | Total         | Total         | 29  | 7  | 0 | 0 | 0 | 0 | 29  | 7  | 0.24 |
| Deportivo Morón Argentina                                                   | 2.ª           | 2023          | 36  | 3  | — | — | — | — | 36  | 3  | 0.08 |
| Deportivo Morón Argentina                                                   | Total         | Total         | 36  | 3  | 0 | 0 | 0 | 0 | 36  | 3  | 0.08 |
| Ferro Carril Oeste Argentina                                                | 2.ª           | 2024          | 26  | 3  | — | — | — | — | 26  | 3  | 0.12 |
| Ferro Carril Oeste Argentina                                                | Total         | Total         | 26  | 3  | 0 | 0 | 0 | 0 | 26  | 3  | 0.12 |
| Total carrera                                                               | Total carrera | Total carrera | 141 | 22 | 1 | 0 | 2 | 0 | 144 | 22 | 0.15 |
| (1) La copa nacional se refiere a la Copa Argentina y Supercopa Argentina . |               |               |     |    |   |   |   |   |     |    |      |